# Arasia mollicoma
Arasia mollicoma är en spindelart som först beskrevs av Koch L. 1880.  Arasia mollicoma ingår i släktet Arasia och familjen hoppspindlar. Inga underarter finns listade i Catalogue of Life.